# جنطيانا صفراء
كوشاد أصفر أو جنطيوس أو سروال أو جنثيانا أو كوشاد أصفر أو دواء الحية (الاسم العلمي:Gentiana lutea) هو نوع من النباتات يتبع جنس الكوشاد من الفصيلة الكوشادية.

## التسميات
من أسمائه:
- كوشاد أصفر
- دواء الحية
- ثوم الحية
- كف الذئب
- كف الأرنب
- بشاكه

## بيئة النمو والتكاثر
يناسب البيئات شبه الرطبة ونصف الجافة. وينمو خاصة في الصين وجاوه وأندونيسيا والهند وسيلان.

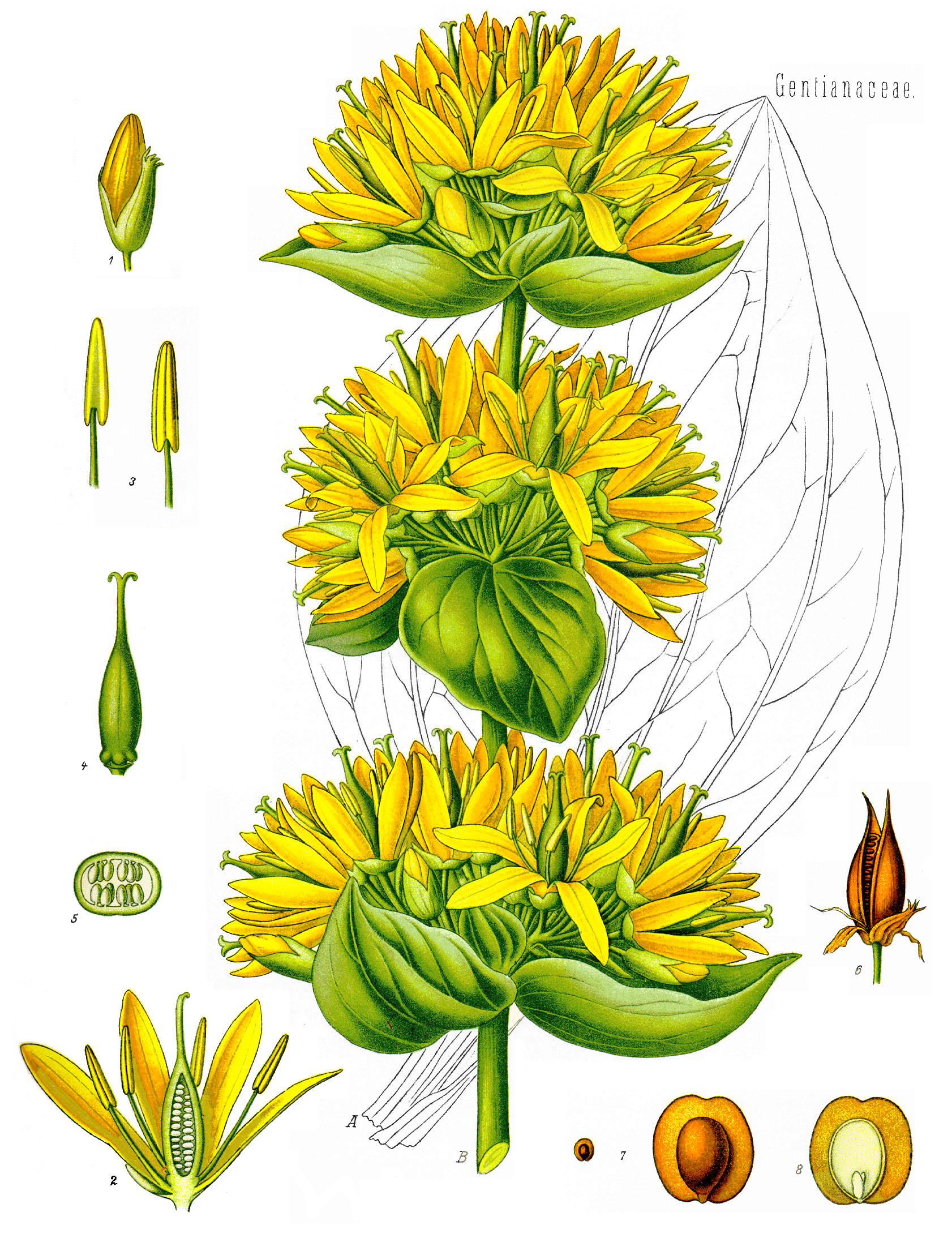
جنطيانا صفراء أو كوشاد أصفر

## وصف النبتة
نبات معمّر، ساقه أخضر مجوّف منتصب، أوراقه خضراء متقابلة عريضة وبيضوية. له أزهار صفراء تتجمع في 3 إلى 10 زهرات عند إبط الأوراق.

## في الطب القديم
إستُعمل في الطب القديم لأغراض عديدة منها:
- ترياق من لدغات العقارب
- مدرّ للبول
- ينزل دم الحيض والجنين
- مفيد للقروح والجروح